# Annegere, Kadur
Annegere là một làng thuộc tehsil Kadur, huyện Chikmagalur, bang Karnataka, Ấn Độ.